# 일라시 모리바
모리바 쿠루마 쿠루마(스페인어: Moriba Kourouma Kourouma, 2003년 1월 19일 ~ )는 일라시 모리바(스페인어: Ilaix Moriba)로 알려진 기니의 축구 선수로, 분데스리가 클럽 RB 라이프치히에서 임대되어 현재 라리가의 셀타 비고와 기니 축구 국가대표팀에서 중앙 미드필더로 활약하고 있다.

## 어린 시절
모리바는 기니의 코나크리에서 기니 출신 어머니와 라이베리아 출신 아버지 사이에서 태어났다. 그는 스페인과 기니 시민권을 모두 가지고 있다.

## 구단 경력

### 바르셀로나
모리바는 2010년 에스파뇰에서 바르셀로나에 도착했다. 그는 그의 세대에서 최고의 선수들 중 한 명으로 여겨져 왔고, 그보다 훨씬 나이가 많은 선수 범주에서 매우 자주 경기를 했다. 모리바는 레알 마드리드 U-19를 상대로 해트트릭을 기록한 15세에 정말 돋보였다. 가장 놀라운 위업은 그가 후반전 시작과 함께 투구 중반부터 골을 넣은 그의 마지막 골이었다.
2019년 1월, 그의 유소년 계약 만료가 임박하자 맨체스터 시티 등의 구단이 그와 계약을 시도했다.
그 다음 시즌, 그는 바르셀로나 B의 주전 선수가 되었다. 2020년 3월 8일, 그는 3-2로 이긴 라고스테라 전에서 첫 골을 넣었다.
2020-21년 시즌, 모리바는 그라나다와의 라리가 경기에서 처음으로 1군 선수단에 포함되었다. 그는 4-0으로 이긴 원정 경기에서 교체 선수로 출전하지 않았다. 모리바는 이후 1월 21일 코넬라와의 코파 델 레이 32강전에서 선발로 출전하며 1군 데뷔 전을 치렀다. 그는 2-0으로 이긴 경기에서 74분에 세르히오 부스케츠와 교체되어 들어갔다. 2021년 2월 13일, 그는 5-1로 이긴 알라베스와의 경기에서 라리가 데뷔 전을 치렀고, 프란시스쿠 트링캉도 도왔다. 그는 2021년 3월 6일, 오사수나와의 원정 경기에서 라리가 첫 골을 넣었고, 팀 역사상 안수 파티, 보얀 크르키치, 리오넬 메시, 그리고 페드리만이 득점한 5번째 최연소 득점자가 되었다.
2021년 3월 10일, 모리바는 1-1로 비긴 파리 생제르맹과의 16강전에서 세르히오 부스케츠와 교체되어 들어가 UEFA 챔피언스리그 데뷔 전을 치렀다.

### RB 라이프치히
2021년 8월 31일, 모리바는 1,600만 유로의 이적료와 600만 유로의 추가 금액으로 분데스리가의 RB 라이프치히에 합류하였고, 바르셀로나는 향후 매각에 대한 10%의 권리를 보유하게 되었다.

#### 발렌시아로의 임대
2022년 1월 28일, 발렌시아는 시즌이 끝날 때까지 모리바를 임대한다고 발표했다. 모리바는 2022-23년 시즌에 두 번째 임대로 돌아왔다.

#### 헤타페로의 임대
2024년 1월 8일, 모리바는 2023-24년 시즌 전반기 동안 RB 라이프치히에서 경기에 출전하지 못하자 시즌이 끝날 때까지 헤타페로 임대되어 라리가로 복귀했다. 모리바는 2월 11일, 셀타 비고와의 경기에서 헤타페 소속으로 데뷔 전을 치렀고, 그 결과 3-2로 승리했다.

#### 셀타 비고로의 임대
2024년 8월 7일, 모리바는 다시 한 번 라리가로 돌아와 셀타 비고에 임대되어 매수 옵션을 받았다.

## 국가대표팀 경력

### 청소년 경력
모리바는 스페인의 전 청소년 국가대표이지만 기니와 라이베리아에도 출전할 수 있다. 그는 결국 2020년 축구 시즌을 코로나19 범유행으로 동결시키기 전인 2020년 6월 국제 무대 데뷔를 앞두고 기니 국가대표팀에서 뛰기로 결정했다.

### 기니

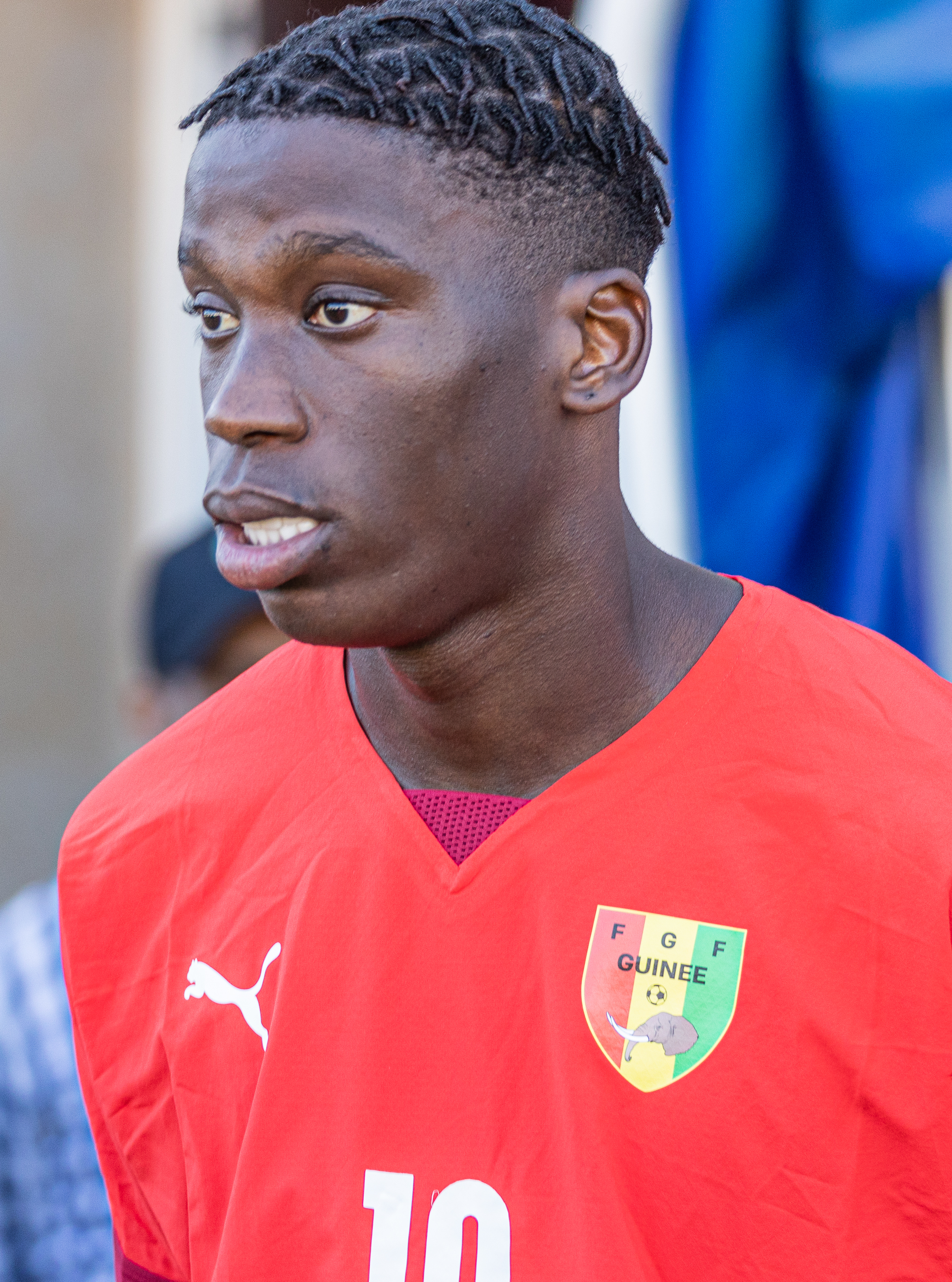
2023년 기니 국가대표팀과 함께하는 모리바

2021년 8월 21일, 모리바는 공식적으로 스페인으로부터 국적을 바꾸기로 결정했고, 기니 국가대표팀에서 뛰기로 결정했다. 2021년 12월 27일, 그는 기니의 2021년 아프리카 네이션스컵 연장 명단에 포함되었다. 그는 2022년 1월 3일, 르완다와의 친선 경기에서 기니 국가대표팀 데뷔 전을 치렀고, 3-0으로 패배했다. 2023년 12월, 그는 코트디부아르에서 열리는 2023년 아프리카 네이션스컵에 참가할 기니 국가대표팀에 이름을 올렸다.
2024년 5월 9일, 인도네시아와의 2024년 하계 올림픽 예선 플레이오프에서 기니 U-23의 페널티킥을 성공시켜 1968년 이래 처음으로 하계 올림픽 본선에 진출했다.

## 플레이 스타일
건장한 체격으로 유명한 모리바는 공을 소유하고 있을 때나 뒤로 물러설 때 민첩성과 결단력으로 찬사를 받고 있다. 그의 기술적 기술은 게임의 역동성과 강력한 슈팅 능력에 대한 깊은 이해로 보완된다. 관찰자들은 종종 모리바의 경기 방식과 미드필드 지배력으로 유명한 바르셀로나의 전 축구 선수인 야야 투레의 경기 방식 사이에 유사점을 그린다. 모리바 자신은 바르셀로나와 관련된 다른 유명 인사들뿐만 아니라 세르히오 부스케츠와 후안 로만 리켈메를 포함한 축구 전설들로부터 영감을 받았다고 인정했다.
바르셀로나의 유명한 유소년 아카데미인 라 마시아에서 개발된 모리바의 플레이 스타일은 바르셀로나 아카데미 미드필더의 전형적인 프로필에 완전히 부합하지 않으며, 종종 차비 에르난데스의 전형적인 플레이메이커 역할로 특징지어진다. 모리바는 6번 역할에서 탁월하기를 열망하지만, 그의 초기 주목할 만한 활약은 4-3-3 포메이션의 중앙 미드필더로 나타났다. 이 역할에서 모리바는 수비 책임을 맡으면서 공격적인 플레이에 기여하는 박스 투 박스 미드필더로 기능했다.
모리바는 그의 장거리골로 주목을 받아왔다. 그는 또한 유소년 시절부터 명백한 특징인 중요한 도움을 제공하는 제공자였다.